# Saint-Pellerin (Mancha)
Saint-Pellerin é uma ex-comuna francesa na região administrativa da Normandia, no departamento Mancha. Estendeu-se por uma área de 4,36 km². Em 2010 a comuna tinha 394 habitantes (densidade: 90,4 hab./km²).
Em 1 de janeiro de 2017 foi fundida na comuna de Carentan-les-Marais.